# Kotosh
Kotosh is een archeologische vindplaats in de buurt van de stad Huánuco, Peru, bestaande uit een reeks gebouwen uit zes periodes van ononderbroken bewoning.

## Stratigrafie
In Kotosh werden voorafgaand aan de Chavincultuur drie culturele fasen geïdentificeerd.

### Mito-periode
Dit was de vroegst geïdentificeerde culturele periode, die voorkeramisch was. In deze periode werd de Tempel van de Gekruiste Handen gebouwd. Het beeld van de gekruiste armen is kenmerkend voor de iconografie van de Kotoshtempel.
In deze periode werden enkele stenen werktuigen van de Lauricochacultuur gevonden.

### Wairajirca-periode
In deze periode verscheen het eerste aardewerk. Wayrajirca-aardewerk werd oorspronkelijk gevonden op de typesite Wayrajirca en is ook bekend van elders in de noordelijke hooglanden.
Het wordt gekenmerkt door gepolijste bruin en zwart aardewerk versierd met inkervingen en na het bakken aangebrachte beschilderingen. De ontwerpen zijn eenvoudig en geometrisch. in latere perioden worden ook antropomorfe figuren toegevoegd.

### Kotoshperiode
De cultuurlaag uit de Kotoshperiode bevond zich direct onder de Chavincultuurlaag. In dit stadium verscheen de maïsteelt.
De Kotoshperiode handhaafde sterk de tradities van de voorgaande Wairajircaperiode, inclusief de keramische traditie.
Sommige Kotoshelementen vertonen banden met de daaropvolgende Chavincultuur, zoals stijgbeugeltuiten, eenvoudige gestempelde decoraties en gewelfde keramische ontwerpen. Er zijn ook overeenkomsten in het gebruik van zwarte decoraties op rood keramiek. Het Kotosh zwart gepolijst ingekerfd aardewerk is vergelijkbaar met klassiek Chavin-aardewerk.